# 中澤和志
中澤 和志（なかざわ かずし、1976年7月24日 - ）は、岩手県一関市出身、宮城県在住の競艇選手。
登録番号3952。身長168cm。血液型AB型。82期。埼玉支部所属。

## 来歴・人物
岩手県立大原商業高等学校を卒業し上京。市場で働きながらオートレースの選手を目指していたが、職場の人達の勧めもあって、1997年、第82期訓練生として本栖研修所へ入所し、1998年同研修所卒業。リーグ戦勝率7.64優出6回優勝1回。
1998年5月13日、戸田競艇場で開催された「一般競走」2Rでデビュー（5着）。
2000年2月の鳴門でデビュー初優勝を決めた矢先に、指を切断寸前の大怪我を負い、長期離脱を余儀なくされる。しかし、復帰2節目に早くも優勝して完全復活をアピールした。
2004年には平和島競艇場で行われた関東地区選手権でG1初優勝を収めると、翌年の関東地区戦（戸田競艇場）でも優勝し、連覇を果たした。2006年、3連覇がかかった関東地区戦（桐生競艇場）では優勝はならなかったものの、翌月に平和島競艇場で行われた総理大臣杯優勝戦で4コースから一気のカドまくりでSG初優勝。
2006年の総理大臣杯の優勝で出場権利を獲得した2007年の総理大臣杯は予選落ちに終わった。

## SG・G1・G2タイトル

### SG
- 第41回 総理大臣杯（2006年・平和島競艇場）

### G1
- 関東地区選手権（2004年・平和島競艇場）
- 関東地区選手権（2005年・戸田競艇場）
- 戸田グランプリ（2014年・戸田競艇場）
- つつじ賞王座決定戦（2019年・津競艇場）

### G2
- なし

## 人物・エピソード
- 最初は後藤浩の元についていたが、実質的な師匠は鈴木賢一であり、高橋真吾を含め3人でペラグループを組んでいる。
- 鈴木賢一からの指導の一環で競艇場では他の支部の選手の手伝いを積極的にやっていた。それがきっかけで他地区の選手と親しくなり、情報や手助けを得るなど人脈が広がった。
- 埼玉支部所属だが、埼玉の住居は引き払って宮城県名取市に越した。（夫婦の）両親が住んでいるところに出来るだけ近いところにいてあげたいというのが理由。名取市は隣に仙台空港の所在地である岩沼市があり、遠方への遠征が容易に出来る利点がある。
- 総理大臣杯優勝後に著しく成績を落とす。2006年後期・2007年前期はA1だったが、2007年後期はB1へ一気に降格。その後、2008年前期に7点台の勝率でA1へ復帰した。